# باقله (کرمانشاه)
روستای باغله یکی از روستاهای بخش مرکزی شهرستان هرسین واقع در استان کرمانشاه است.
جمعیت این روستا در سال ۱۴۰۲ حدود ۱۰۰نفر بوده است.

## باورهای عامیانه
اهالی این روستا خود را از نوادگان سلسله زندیه میدانند و این روستا یکی از روستا های گردشگری در کرمانشاه است در در سال ۱۳۹۹ در میراث فرهنگی و گردشگری هم ثبت شده است و قدمت این روستا هم برمیگردد به زمانی که نوادگان لطفعلی خان زند که بعد از به قدرت رسیدن آقا محمد خان قاجار به این مکان کوچ کرده اند.